# Lophostachys uxpanapensis
Lophostachys uxpanapensis là một loài thực vật có hoa trong họ Ô rô. Loài này được Acosta Cast. mô tả khoa học đầu tiên năm 1985.